# Fundición Bessemer

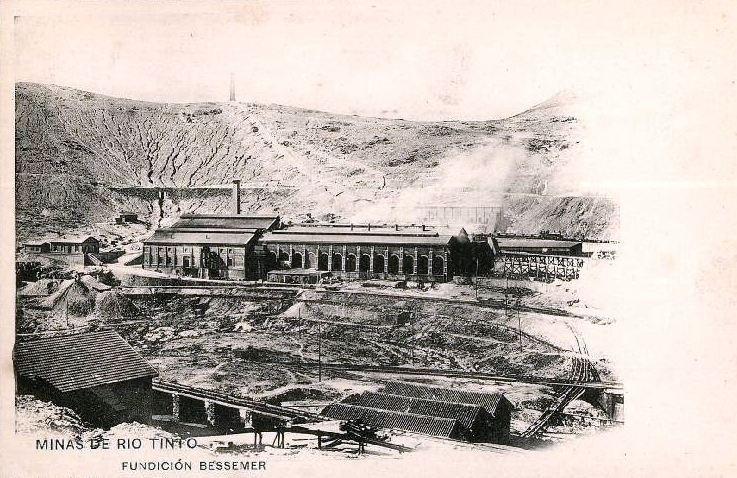
Fundición Bessemer, 1904.

La Fundición Bessemer fue un complejo industrial metalúrgico que estuvo operativo en el municipio español de Minas de Riotinto, en la provincia de Huelva, dentro de la cuenca minera de Riotinto-Nerva. La instalación estuvo en servicio entre 1901 y 1914, cuando fue sustituida por la nueva fundición de Piritas.

## Historia
En 1899 la Rio Tinto Company Limited decidió introducir el método Bessemer para las labores metalúrgicas que la empresa desarrollaba en la cuenca de Riotinto. La nueva instalación se levantó junto al cauce del río Tinto, en la sierra del Medreñal. A partir de 1901 todos los trabajos metalúrgicos se trasladaron a la Fundición Bessemer, año a partir del cual esta inició su producción. A pesar de la infrautilización que sufrió desde sus inicios, llegó a elaborar productos de cobre en forma de blíster con elevado contenido de metal. En 1914 la Fundición Bessemer cesó su actividad, siendo rehabilitado el edificio para acoger los Talleres Mina.